# Герб Бібрки
Герб Бібрки — емблема, усталений відповідно до законів геральдики відмітний символічний знак, що належить місту Бібрка. Не гербі зображений золотий бобер у башті на синьому тлі. Саме бобрів знайшли тут перші мешканці, i відповідно назвали місце.

## Герб Бібрки 1469 року
Герб Бібрки належить до найдавніших українських міських знаків. Можна припустити, що з отриманням Бібркою 1469 року привілею на самоврядування за магдебурзьким правом вже мала би існувати й міська печатка з гербом, яку використовували для завірення листів, різних виписів і актів. За тогочасною практикою, питання про символ міста звично вирішувалося на місці, іноді формально перезатверджуючись королівськими наданнями. Оскільки Бібрка часто зазнавала спустошливих руйнувань від татарських набігів, то привілеї міста неодноразово поновлювалися, однак у них жодного герба не зафіксовано, що тільки підтверджує місцеве походження цього знаку.

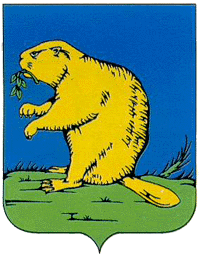
Герб Бібрки 1569 р.

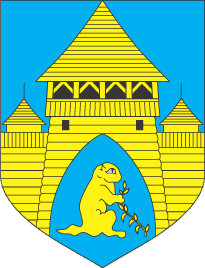
Сучасний герб Бібрки

У фондах Головного архіву давніх актів у Варшаві вдалося виявити печатку Бібрки на листі міщан від 18 грудня 1600 року. Ця печатка має круглу форму діаметром 28 мм. У центральній частині в щиті зображений бобер. Коловий напис зберігся погано, хоча за відчитаними літерами можна припустити латиномовну легенду «Печатка міста Бібрки». Проведення детальніших досліджень пізніших матеріалів підтвердило використання містом аналогічного герба й на документах XVIII — початку ХХ ст. Щоправда, з кінця ХІХ ст. бобер зображався сидячи на купині і тримаючи у зубах галузку. Характерно, що ця тварина фігурувала не тільки на міській печатці, але у дещо видозміненому вигляді й на печатці борецької домінії (панського маєтку).

## Герб Бібрки 1930 року
Складнішою виглядає справа встановлення кольорів герба. У нотатках краєзнавця Антона Шнайдера (друга половина ХІХ ст.) поле щита вказане як біле (тобто, геральдичне срібне), хоча схоже на те, що це є версією самого Шнайдера. Інший опис кольорів подає архіваріус Франц Ковалишин — золотий бобер у синьому полі (кінець ХІХ — початок ХХ ст.). Однак найвагомішою видається інформація, подана у листі Борецької міської управи до Львівського воєводського управління від 6 жовтня 1928 року, в якому також зафіксовано синє поле герба.

## Інша версія
Є трохи інша історія про бібрську геральдику, яка побутує у місті. У ній говориться про те, що перша згадка про герб міста Бібрки відноситься до далеких часів козаччини. Було це тоді, коли покалічений у тяжких боях козацький старшина Данило Кочубей поселився на околиці Бібрки, зараз це район вулиці Козацької, що веде на вулицю Піддовге. Було це біля головного тракту на Галич. Він звів собі тут добротний, з оборонними вежами будинок, на якому встановив геральдичний знак Бібрки: бобра на купині із зеленою гілкою в лапах. Взяв він цей основний елемент із міської печатки, який, у свою чергу, запровадив на печатку колишній бібрський священик отець Гринь.
Отець Гринь, як каже легенда, в 1474 році перед нападом ординців вивів дітей з міста в необжиту лісову дебру, де зараз вулиця Піддовге. Саме тут протікала притока Боберки, на якій жили бобри. І коли дикі бузувіри наблизились до дебри, шукаючи за людьми, отець Гринь закликав дітей зайти у річку і заховатися під купинами бобрів. Він і сам так зробив. Таким чином були врятовані всі бібрські діти. І у пам'ять про це отець Гринь пішов до міського воєводи та попросив, що надалі на міському штандарті була нарисована купина з бобром, як символ Божого спасіння бібрських дітей від татарської неволі.
Згодом із міського штандарта — стяга бобер на купині став головним елементом на печатці міста та на його гербі. Отже, перший пам'ятний герб Бібрки виглядав дуже просто: овальне золоте обрамлення із потрійною короною зверху, а на основному, блакитному полі герба, на зелено-чорній купині сидить бобер в коричневих тонах і поїдає свіжу зелено-золотисту гілку верби.
Використовуючи старі геральдичні знаки, пов'язані з привілеєм Бібрки на самоврядування за магдебурзьким правом, бібрчани у час національного відродження та незалежності України виготовили проект нового герба та прапора міста. Ці роботи художньо оформив виходець із Бібрки, львівський графік Зеновій Царик.
24 вересня 1996 року на засіданні виконкому міської ради народних депутатів художні проекти були затверджені. Вони передані у відділ геральдики Львівського інституту української археографії та джерелознавства ім. М.Грушевського НАН України для подальшого обліку і зберігання.

## Сучасний герб Бібрки
Його основу складає старий захисний щит, обрамлений по краях золотою лінією. По всій висоті щита та повністю по всій ширині в нижній його частині у бронзово-білих кольорах змальована оборонна вежа. Це пам'ять про перші споруди у місті, що були зведені на головному торговому шляху із Львова до Галича. Три вежі оборонної споруди обвиті синім полем неба.
У нижній частині головної, передньої вежі нанесене синє, пірамідальне море у формі купини. У її центрі на задніх лапках сидить бобер. Він розташований у позі зліва направо. У передніх лапках тримає гілочку з листям. Ці елементи змальовані в золотих фарбах. Бобер на гербі міста є головним елементом. Це найдавніша геральдична відзнака Бібрки.